# Krehin Gradac
Krehin Gradac är en ort i Bosnien och Hercegovina.   Den ligger i entiteten Federationen Bosnien och Hercegovina, i den södra delen av landet, 90 km sydväst om huvudstaden Sarajevo. Krehin Gradac ligger 213 meter över havet och antalet invånare är 944.
Terrängen runt Krehin Gradac är kuperad österut, men västerut är den platt. Terrängen runt Krehin Gradac sluttar söderut. Runt Krehin Gradac är det ganska tätbefolkat, med 93 invånare per kvadratkilometer.. Närmaste större samhälle är Mostar, 16,5 km norr om Krehin Gradac. 
Trakten runt Krehin Gradac består i huvudsak av gräsmarker.